# Рыбцы
Рыбцы́ (лат. Vimba) — род лучепёрых рыб семейства карповых.

## Список видов
В род рыбцов включают 4 вида:
- Vimba elongata (Valenciennes, 1844)
- Vimba melanops (Heckel, 1837)
- Vimba mirabilis (Ladiges, 1960)
- Vimba vimba (Linnaeus, 1758) — Рыбец

## Законодательство
Российским законодательством запрещён вылов рыбца в период с 1 января по 15 июня на территории водных объектов рыбохозяйственного значения бассейна Азовского моря (Тульская, Липецкая, Воронежская, Волгоградская, Саратовская, Ростовская области, Караснодарский и Ставропольский край, Республика Адыгея, Калмыкия, Карачаево-Черкесская республика). (Правила рыболовства для Азовско-Черноморского рыбохозяйственного бассейна от 20 июня 2007 № 328)

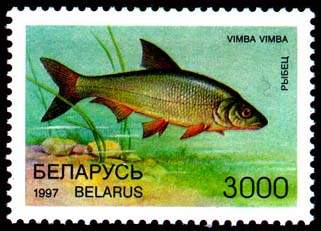